# Cầu mây tại Đại hội Thể thao Đông Nam Á 2017
Cầu mây tại Đại hội Thể thao Đông Nam Á năm 2017 được tổ chức từ ngày 16 đến 29 tháng 8 năm 2017 tại Titiwangsa Indoor Stadium, Kuala Lumpur, Malaysia.
Tại Đại hội Thể thao Đông Nam Á 2017, Chinlone, môn thể thao lần đầu được giới thiệu tại SEA Games 2013 ở Myanmar, đã được xếp chung vào bộ môn Cầu mây (Sepak Takraw). Trong kỳ đại hội này, chỉ có 4 nội dung Chinlone dành cho nam được tổ chức thi đấu.

## Quốc gia tham dự
- Brunei
- Campuchia
- Indonesia
- Lào
- Malaysia
- Myanmar
- Philippines
- Thái Lan
- Việt Nam

## Lịch trình thi đấu
Dưới đây là lịch trình thid đấu của môn cầu mây và chinlone:
| RR | Thi đấu vòng tròn một lượt | G | Vòng bảng | ½ | Bán kết | F | Chung kết |

| Nội dung↓/Ngày→   | 18/8 | 19/8 | 20/8 | 21/8 | 22/8 | 22/8 | 23/8 | 24/8 | 24/8 | 25/8 | 25/8 | 26/8 | 26/8 | 27/8 | 27/8 | 28/8 | 28/8 | 29/8 | 29/8 |
| ----------------- | ---- | ---- | ---- | ---- | ---- | ---- | ---- | ---- | ---- | ---- | ---- | ---- | ---- | ---- | ---- | ---- | ---- | ---- | ---- |
| Đôi nam           |      |      |      |      |      |      |      |      |      | RR   | RR   | RR   | RR   | RR   | RR   |      |      |      |      |
| Đôi nữ            |      |      |      |      |      |      |      |      |      | G    | G    | G    | G    | ½    | F    |      |      |      |      |
| Regu nam          |      |      |      |      |      |      |      |      |      |      |      |      |      |      |      | RR   | RR   | RR   | RR   |
| Regu nữ           |      |      | RR   | RR   |      |      |      |      |      |      |      |      |      |      |      |      |      |      |      |
| Đội 4 người nam   |      |      |      |      |      |      | G    | G    | ½    | F    | F    |      |      |      |      |      |      |      |      |
| Đội 4 người nữ    |      |      |      |      |      |      | RR   | RR   | RR   | RR   | RR   |      |      |      |      |      |      |      |      |
| Đội đôi nam       |      |      | G    | G    | ½    | F    |      |      |      |      |      |      |      |      |      |      |      |      |      |
| Regu đồng đội nam | RR   | RR   |      |      |      |      |      |      |      |      |      |      |      |      |      |      |      |      |      |

| Nội dung↓/Ngày→          | 16/8 | 16/8 | 17/8 | 17/8 |
| ------------------------ | ---- | ---- | ---- | ---- |
| Non-repetition primary   |      |      | RR   | F    |
| Same stroke              | RR   | F    |      |      |
| Linking                  | RR   | F    |      |      |
| Non-repetition secondary |      |      | RR   | F    |

## Tóm tắt kết quả

### Cầu mây
| Đôi nam           | Myanmar (MYA) · Aung Myo Swe · Thant Zin Oo · Zaw Zaw Aung | Malaysia (MAS) · Muhammad Kamal Ishak · Muhamad Suhairi Sulaiman · Muhammad Afifuddin Razali                                                                                             | Lào (LAO) · Noum Souvannalith · Daovy · Chakkaphanh Khounlasouth |  |  |  |
| Đôi nam           | Myanmar (MYA) · Aung Myo Swe · Thant Zin Oo · Zaw Zaw Aung | Malaysia (MAS) · Muhammad Kamal Ishak · Muhamad Suhairi Sulaiman · Muhammad Afifuddin Razali                                                                                             | Philippines (PHI) · Jason Huerte · Ortouste Rheyjey Cabogoy · Mark Joseph Gonzales |  |  |  |
| Đôi nữ            | Thái Lan (THA) · Somruedee Pruepruk · Masaya Duangsri · Nisa Thanaattawut | Việt Nam (VIE) · Hoàng Thị Hoa · Nguyễn Thị Quyên · Nguyễn Thị Mỹ | Malaysia (MAS) · Kamisah Khamis · Nor Farhana Ismail · Nurrashidah Abdul Rashid |  |  |  |
| Đôi nữ            | Thái Lan (THA) · Somruedee Pruepruk · Masaya Duangsri · Nisa Thanaattawut | Việt Nam (VIE) · Hoàng Thị Hoa · Nguyễn Thị Quyên · Nguyễn Thị Mỹ | Myanmar (MYA) · Phyu Phyu Than · Khin Hnin Wai · Kyu Kyu Thin |  |  |  |
|                   | | | |  |  |  |
| Regu nam          | Malaysia (MAS) · Farhan Adam · Mohammad Syahir Rosdi · Mohd Hanafiah Dollah · Mohd Khairol Zaman Hamir Akhbar · Muhammad Hairul Hazizi Haidzir | Philippines (PHI) · Jason Huerte · Mark Joseph Gonzales · Ortouste Rheyjey Cabogoy · Rhemwil Catana · Ronsited Gabayeron                                                                 | Brunei (BRU) · Mohammad Hafizzuddin Jamaludin · Mohammad Selamat Yakup · Mohammad Shahrine Bubin · Mohd Alliffuddin Jamaludin · Muhamad Basyiruddin Haji Kamis |  |  |  |
| Regu nam          | Malaysia (MAS) · Farhan Adam · Mohammad Syahir Rosdi · Mohd Hanafiah Dollah · Mohd Khairol Zaman Hamir Akhbar · Muhammad Hairul Hazizi Haidzir | Philippines (PHI) · Jason Huerte · Mark Joseph Gonzales · Ortouste Rheyjey Cabogoy · Rhemwil Catana · Ronsited Gabayeron                                                                 | Lào (LAO) · Sengvanh Boulommavong · Daovy · Chakkaphanh Khounlasouth · Noum Souvannalith · Sonephet Xaiyaseng |  |  |  |
| Regu nữ           | Thái Lan (THA) · Fueangfa Praphatsarang · Sasiwimol Janthasit · Sudaporn Palang · Thidarat Soda · Wiphada Chitphuan | Malaysia (MAS) · Nor Farhana Ismail · Nurrashidah Abdul Rashid · Nurul Izzatul Hikmah Zulkifli · Siti Nor Suhaida Jafri · Siti Norzubaidah Che Ab Wahab                                  | Philippines (PHI) · Kristel Carloman · Lhaina Lhiell Mangubat · Mary Ann Lopez · Rizzalyn Amolacion · Jean Marie Sucalit |  |  |  |
| Regu nữ           | Thái Lan (THA) · Fueangfa Praphatsarang · Sasiwimol Janthasit · Sudaporn Palang · Thidarat Soda · Wiphada Chitphuan | Malaysia (MAS) · Nor Farhana Ismail · Nurrashidah Abdul Rashid · Nurul Izzatul Hikmah Zulkifli · Siti Nor Suhaida Jafri · Siti Norzubaidah Che Ab Wahab                                  | Indonesia (INA) · Dini Mita Sari · Evana Rahmawati · Florensia Cristy · Lena · Leni |  |  |  |
|                   | | | |  |  |  |
| Đội 4 người nam   | Thái Lan (THA) · Anuwat Chaichana · Pornchai Kaokaew · Rachan Viphan · Seksan Tubtong · Sittipong Khamchan · Wichan Temkort | Myanmar (MYA) · Aung Myo Swe · Aung Pyae Tun · Aung Thu Min · Thant Zin Oo · Zin Ko Ko · Zin Min Oo                                                                                      | Indonesia (INA) · Abdul Halim S. Radjiu · Hendra Pago · Herson Mohamad · Nofrizal · Saiful Rijal · Syamsul Hadi |  |  |  |
| Đội 4 người nam   | Thái Lan (THA) · Anuwat Chaichana · Pornchai Kaokaew · Rachan Viphan · Seksan Tubtong · Sittipong Khamchan · Wichan Temkort | Myanmar (MYA) · Aung Myo Swe · Aung Pyae Tun · Aung Thu Min · Thant Zin Oo · Zin Ko Ko · Zin Min Oo                                                                                      | Malaysia (MAS) · Ahmad Aizat Nor Azmi · Amirul Zazwan Amir · Mohammad Kamal Aizzat Azmi · Muhamad Suhairi Sulaiman · Muhammad Afifuddin Mohd Razali · Zuleffendi Sumari |  |  |  |
| Đội 4 người nữ    | Myanmar (MYA) · Kay Zin Htut · Khin Hnin Wai · Kyu Kyu Thin · Nan Su Myat San · Nant Yin Yin Myint · Thin Zar Soe Nyunt | Indonesia (INA) · Dini Mita Sari · Evana Rahmawati · Florensia Cristy · Lena · Leni · Sutini Seni                                                                                        | Việt Nam (VIE) · Dương Thị Xuyến · Giáp Thị Hiền · Nguyễn Thị Phương Trinh · Nguyễn Thị Quyên · Phạm Thị Hằng · Trần Thị Thu Hoài |  |  |  |
| Đội 4 người nữ    | Myanmar (MYA) · Kay Zin Htut · Khin Hnin Wai · Kyu Kyu Thin · Nan Su Myat San · Nant Yin Yin Myint · Thin Zar Soe Nyunt | Indonesia (INA) · Dini Mita Sari · Evana Rahmawati · Florensia Cristy · Lena · Leni · Sutini Seni                                                                                        | Lào (LAO) · Chiep Banxavang · Santisouk Chandala · Falida Duangmala · Sonesavan Keosouliya · Nouandam Volabouth · Norkham Vongxay |  |  |  |
|                   | | | |  |  |  |
| Đội đôi nam       | Thái Lan (THA) · Assadin Wongyota · Jirasak Pakbuangoen · Jutawat Srithong · Pornchai Kaokaew · Rachan Viphan · Seksan Tubtong · Suriyon Koonpimon · Treepong Rawangpai · Wichan Temkort ·                                                                        | Myanmar (MYA) · Aung Myo Naing · Aung Myo Swe · Aung Pyae Tun · Htet Myat Thu · Thant Zin Oo · Wai Lin Aung · Zaw Zaw Aung · Zin Ko Ko · Zin Min Oo                                      | Malaysia (MAS) · Ahmad Aizat Nor Azmi · Aidil Aiman Azwawi · Amirul Zazwan Amir · Muhamad Suhairi Sulaiman · Muhammad Afifuddin Razali · Muhammad Kamal Ishak · Norshahrudin Md Ghani · Wan Muhd Anas Muhaimi Asri · Zuleffendi Sumari |  |  |  |
| Đội đôi nam       | Thái Lan (THA) · Assadin Wongyota · Jirasak Pakbuangoen · Jutawat Srithong · Pornchai Kaokaew · Rachan Viphan · Seksan Tubtong · Suriyon Koonpimon · Treepong Rawangpai · Wichan Temkort ·                                                                        | Myanmar (MYA) · Aung Myo Naing · Aung Myo Swe · Aung Pyae Tun · Htet Myat Thu · Thant Zin Oo · Wai Lin Aung · Zaw Zaw Aung · Zin Ko Ko · Zin Min Oo                                      | Indonesia (INA) · Abdul Halim S. Radjiu · Hendra Pago · Herson Mohamad · Nofrizal · Rezki Yusuf Djaina · Rizky Abdul Rahman Pago · Saiful Rijal · Syamsul Hadi · Victoria Eka Prasetyo |  |  |  |
|                   | | | |  |  |  |
| Regu đồng đội nam | Thái Lan (THA) · Anuwat Chaichana · Assadin Wongyota · Jantarit Khukaeo · Jirasak Pakbuangoen · Kritsanapong Nontakote · Yupadee Pattarapong · Pornchai Kaokaew · Siriwat Sakha · Sittipong Khamchan · Somporn Jaisinghol · Thanawat Chumsena · Thawisak Thongsai | Indonesia (INA) · Abdul Halim S. Radjiu · Hendra Pago · Herson Mohamad · Nofrizal · Rezki Yusuf Djaina · Rizky Abdul Rahman Pago · Saiful Rijal · Syamsul Hadi · Victoria Eka Prasetyo · | Malaysia (MAS) · Farhan Adam · Meor Mohamad Zulfikar Mat Amin · Mohamad Azlan Alias · Mohammad Syahir Rosdi · Mohd Hanafiah Dollah · Mohd Khairol Zaman Hamir Akhbar · Mohd Safarudin Abu Bakar · Mohd Syazreen Qamar Salehan · Muhamad Norhaffizi Abd Razak · Muhammad Hairul Hazizi Haidzir · Muhammad Zaim Razali · Said Ezwan Said De · |  |  |  |
| Regu đồng đội nam | Thái Lan (THA) · Anuwat Chaichana · Assadin Wongyota · Jantarit Khukaeo · Jirasak Pakbuangoen · Kritsanapong Nontakote · Yupadee Pattarapong · Pornchai Kaokaew · Siriwat Sakha · Sittipong Khamchan · Somporn Jaisinghol · Thanawat Chumsena · Thawisak Thongsai | Indonesia (INA) · Abdul Halim S. Radjiu · Hendra Pago · Herson Mohamad · Nofrizal · Rezki Yusuf Djaina · Rizky Abdul Rahman Pago · Saiful Rijal · Syamsul Hadi · Victoria Eka Prasetyo · | Brunei (BRU) · Abdul Hadi Saidin · Abdul Mu'iz Nordin · Humaidi Brahim · Ismail Ang · Jamaludin Awang Haji Marzi · Mohammad Hafizzuddin Jamaludin · Mohammad Selamat Yakup · Mohammad Shahrine Bubin · Mohd Alliffuddin Jamaludin · Muhamad Basyiruddin Haji Kamis · Muhammad Azri Awang Abdul Harith · Nur Alimin Sungoh                   |  |  |  |

### Chinlone
| Nội dung                 | Vàng | Bạc | Đồng |
| ------------------------ | --- | --- | --- |
| Non-Repetition Primary   | Thái Lan (THA) · Apisit Chaichana · Dusit Piyawong · Eekkawee Ruenphara · Khanawut Rungrot · Komin Naonon · Noppadon Kongthawthong · Thongchai Sombatkerd · Witsarut Srisawat                                                    | Malaysia (MAS) · Ab Muhaimi Che Bongsu · Izuan Affendi Azlan · Mohammad Kamal Aizzat Azmi · Mohd Zarlizan Zakaria · Muhammad Faiz Roslan · Muhammad Idham Sulaiman · Nur Hidayat Ar Rasyid Ahmad Daud · Putera Aidil Israfil Kamaruzaman | Campuchia (CAM) · Cheat Khemrin · Chhorn Sokhom · Heng Rawut · Nang Sopheap · Riem Sokphirom · Sopheak Johnny · Troeng Ly · Ung Narith |
| Non-Repetition Primary   | Thái Lan (THA) · Apisit Chaichana · Dusit Piyawong · Eekkawee Ruenphara · Khanawut Rungrot · Komin Naonon · Noppadon Kongthawthong · Thongchai Sombatkerd · Witsarut Srisawat                                                    | Malaysia (MAS) · Ab Muhaimi Che Bongsu · Izuan Affendi Azlan · Mohammad Kamal Aizzat Azmi · Mohd Zarlizan Zakaria · Muhammad Faiz Roslan · Muhammad Idham Sulaiman · Nur Hidayat Ar Rasyid Ahmad Daud · Putera Aidil Israfil Kamaruzaman | Brunei (BRU) · Abdul Hadi Saidin · Abdul Mu'iz Nordin · Humaidi Brahim · Ismail Ang · Jamaludin Awang Haji Marzi · Mohammad Hafizzuddin Jamaludin · Muhamad Basyiruddin Haji Kamis · Muhammad Azri Awang Abdul Harith                              |
| Same Stroke              | Myanmar (MYA) · Kaung Myat Thiha · Khant Win Hein · Kyaw Soe Moe · Min Hsatt Paing · Myo Min Paing · Naing Aung · Sai Zaw Zaw · Wai Yan Phyoe                                                                                    | Thái Lan (THA) · Apisit Chaichana · Dusit Piyawong · Eekkawee Ruenphara · Kamol Prasert · Khanawut Rungrot · Kittichai Khamsaenrach · Kittiwin Watawattana · Pongphan Obthom                                                             | Malaysia (MAS) · Iskandar Zulkarnain Salim · Muhamad Asyraaf Abdul Hadi · Muhammad Azwan Muhrim · Muhammad Faiz Roslan · Muhammad Haiqal Damanhuri · Muhammad Shakirin Nasir · Nur Hidayat Ar Rasyid Ahmad Daud · Putera Aidil Israfil Kamaruzaman |
| Same Stroke              | Myanmar (MYA) · Kaung Myat Thiha · Khant Win Hein · Kyaw Soe Moe · Min Hsatt Paing · Myo Min Paing · Naing Aung · Sai Zaw Zaw · Wai Yan Phyoe                                                                                    | Thái Lan (THA) · Apisit Chaichana · Dusit Piyawong · Eekkawee Ruenphara · Kamol Prasert · Khanawut Rungrot · Kittichai Khamsaenrach · Kittiwin Watawattana · Pongphan Obthom                                                             | Lào (LAO) · Phitthasanh Bounpaseuth · Chanthalak Chanthavong · Adong Phoumisin · Saikham Saikham · Virayan Sombutphouthone · Yothin Sombutputhone · Anousone Soundala · Anousone Vilavongsa                                                        |
| Linking                  | Malaysia (MAS) · Ab Muhaimi Che Bongsu · Iskandar Zulkarnain Salim · Izuan Affendi Azlan · Mohammad Kamal Aizzat Azmi · Mohd Nazuha Nazli · Muhamad Asyraaf Abdul Hadi · Muhammad Faiz Roslan · Putera Aidil Israfil Kamaruzaman | Philippines (PHI) · Alvin Pangan · Emmanuel Escote · Joeart Jumawan · John Bobier · John Jeffery Morcillos · Regie Reznan Pabriga · Rhemwil Catana · Ronsited Gabayeron                                                                  | Brunei (BRU) · Abdul Hadi Saidin · Abdul Mu'iz Nordin · Humaidi Brahim · Ismail Ang · Jamaludin Awang Haji Marzi · Mohammad Hafizzuddin Jamaludin · Muhamad Basyiruddin Haji Kamis · Muhammad Azri Awang Abdul Harith                              |
| Non-Repetition Secondary | Myanmar (MYA) · Kaung Myat Thiha · Khant Win Hein · Kyaw Soe Moe · Myo Min Paing · Naing Aung · Sai Zaw Zaw · Wai Yan Phyoe · Ya Wai Aung                                                                                        | Lào (LAO) · Phitthasanh Bounpaseuth · Chanthalak Chanthavong · Adong Phoumisin · Saikham Saikham · Virayan Sombutphouthone · Yothin Sombutputhone · Anousone Soundala · Anousone Vilavongsa                                              | Campuchia (CAM) · Cheat Khemrin · Chhorn Sokhom · Heng Rawut · Nang Sopheap · Riem Sokphirom · Sopheak Johnny · Troeng Ly · Ung Narith |
| Non-Repetition Secondary | Myanmar (MYA) · Kaung Myat Thiha · Khant Win Hein · Kyaw Soe Moe · Myo Min Paing · Naing Aung · Sai Zaw Zaw · Wai Yan Phyoe · Ya Wai Aung                                                                                        | Lào (LAO) · Phitthasanh Bounpaseuth · Chanthalak Chanthavong · Adong Phoumisin · Saikham Saikham · Virayan Sombutphouthone · Yothin Sombutputhone · Anousone Soundala · Anousone Vilavongsa                                              | Malaysia (MAS) · Mohd Nazuha Nazli · Mohd Zarlizan Zakaria · Muhamad Asyraaf Abdul Hadi · Muhammad Haiqal Damanhuri · Muhammad Idham Sulaiman · Muhammad Noraizat Nordin · Nur Hidayat Ar Rasyid Ahmad Daud · Wan Muhammad Syazwan Asri            |

## Bảng huy chương
| Hạng               | Đoàn               | Vàng | Bạc | Đồng | Tổng số |
| ------------------ | ------------------ | ---- | --- | ---- | ------- |
| 1                  | Thái Lan (THA)     | 6    | 1   | 0    | 7       |
| 2                  | Myanmar (MYA)      | 4    | 2   | 1    | 7       |
| 3                  | Malaysia (MAS)     | 2    | 3   | 6    | 11      |
| 4                  | Indonesia (INA)    | 0    | 2   | 3    | 5       |
| 5                  | Philippines (PHI)  | 0    | 2   | 2    | 4       |
| 6                  | Lào (LAO)          | 0    | 1   | 4    | 5       |
| 7                  | Việt Nam (VIE)     | 0    | 1   | 1    | 2       |
| 8                  | Brunei (BRU)       | 0    | 0   | 4    | 4       |
| 9                  | Campuchia (CAM)    | 0    | 0   | 2    | 2       |
| Tổng số (9 đơn vị) | Tổng số (9 đơn vị) | 12   | 12  | 23   | 47      |